# Slash (zenész)
Saul Hudson, ismertebb nevén Slash (London, 1965. július 23. –) brit–amerikai gitáros, 1985 és 1996 között, illetve 2016-tól a Guns N’ Roses tagja. Az együttesben szerzett hírnevet magának, távozása után szólókarrierbe kezdett és saját együttest hozott össze Slash’s Snakepit néven. 2003-ban másik két ex-Guns-zenésszel, Duff McKagan basszusgitárossal és Matt Sorum dobossal, valamint a volt Stone Temple Pilots-énekes Scott Weilanddal megalakították a Velvet Revolver együttest. Slash szólóalbuma a Slash 2010. március 31-én jelent meg. 2012-től Myles Kennedyvel és a The Conspiratorsszal alapított zenekarával dolgozik új albumain.
2005-ben az Esquire magazin a Legjobb Gitárosnak választotta. Gibson Les Paul gitárjával olyan egyedi hangzásvilágot vitt a rockzene történetébe, amilyet eddig máshol nem igazán lehetett hallani. A rockhírességek sétányán 2007 januárjában örökítették meg a keze nyomát. A 100 Legnagyobb Rock Gitárszóló listáján Slash a Guns N’ Roses Sweet Child o’ Mine dalában játszott gitárszólójával a 15. helyig jutott. A Time 2009 augusztusában Jimi Hendrix után minden idők második legjobb gitárosának választotta. A Planet Rock szavazásán 2. legjobb gitárosnak választották.
A Gigwise a 21. legjobb gitárosnak választotta. A 34. lett a Gibson Minden idők 50 legjobb gitárosa listáján.

## Gyermekkor
Édesanyja az afrikai és amerikai származású Ola Hudson, aki David Bowie, ill. sok más színész és zenész ruhatervezője volt. Édesapja Anthony Hudson, aki albumborítókat tervezett olyan zenészeknek, mint Neil Young és Joni Mitchell.
Amikor Hudson 11 éves volt, szüleivel kiköltöztek a kaliforniai Los Angelesbe. Szülei közben elváltak és Saul édesanyjával élt együtt. A Slash becenevet a család jó barátja, Seymour Cassel ragasztotta rá, azzal magyarázva, hogy mindig sietett, mindig gyorsabban akart egyik helyről a másikra jutni.
Amikor Slash még gyermek volt, a legnagyobb hatást rá a zenetanára tette:
A Tangerine a Led Zeppelin III-ról volt az első dal, amit nagyon jól tudtam játszani. Volt egy tanárom az iskolában, akinek volt egy Les Paulja, amivel állandóan Cream- és Led Zeppelin-számokat játszott. Amikor meghallottam játszani, akkor azt mondtam, hogy én is ezt akarom csinálni.

## Korai karrier
1983-ban Slash alapított egy zenekart, a Road Crew-t, amely Motörhead számokat játszott (a zenekar neve is egy Motörhead számból eredeztethető, a "We Are The Road Crew"-ból). A zenekart gyerekkori barátjával Steven Adlerrel alapította. Feladtak egy hirdetést az újságban, hogy basszusgitárost keresnek. A posztra Duff McKagan jelentkezett.
Amikor a Road Crew feloszlott, Slash belépett egy helyi zenekarba a Black Sheepbe. A zenekar megosztott egy tagot egy másik zenekarral, a Hollywood Rose-zal. 1984-ben mindkét együttes az előzenekara volt a keresztény metalt játszó zenekarnak a Strypernek. A műsor után Slash és a Hollywood Rose frontembere, Axl Rose találkoztak egymással és gyorsan barátok lettek. Elhatározták, hogy zenekart alapítanak. Így alakult ki az alábbi felállás: Axl Rose (ének), Slash (gitár), Izzy Stradlin (ritmusgitár), Duff McKagan (basszusgitár), Steven Adler (dob). Ez a felállás alkotta a Guns N’ Rosest.

## A Guns N’ Roses befutása és a köztudatba kerülés
A Guns N' Roses bárokban turnézott a korai időszakában. Slash ekkor írta meg a ma már klasszikussá vált daloknak a zenéjét, mint a "Welcome to the Jungle", a "Sweet Child o’ Mine", és a "Paradise City". A fellépéseik felkeltették a kiadók figyelmét és a Geffen Records alá is írt velük.
A Guns N' Roses első munkája egy EP volt, amit Live ?!*@ Like a Suicide-nak hívtak. Az albumon csak két saját dal volt található, a másik kettő egy Rose Tattoo- és egy Aerosmith-feldolgozás volt.
Az Appetite for Destruction 1987. július 21-én jelent meg. Kezdetben nem volt sikeres, nem adtak el belőle túl sokat. Az MTV azonban elkezdte vetíteni a "Welcome to the Jungle" és a "Sweet Child O' Mine" klipjeit, amelyekkel nagyobb feltűnést keltettek.
1988-ban megjelent a G N’ R Lies című album. Ez nagyrészt akusztikus dalokat tartalmaz és vannak rajta dalok a Live ?!*@ Like a Suicide című EP-ről.
1991-ben jelent meg dupla lemezük, az Use Your Illusion I és az Use Your Illusion II. Ezzel a két albummal érték el valódi sikereiket. Az album népszerűsítése érdekében turnézni indultak, ami több szempontból is rekordokat döntött. A zenekaron belül nagyon sok feszültség kezdett el kialakulni, aminek az első jele az volt, hogy Izzy Stradlin, a zenekar egyik fő dalszerzője kilépett a Guns N' Rosesból. Az új ritmusgitáros Slash ajánlásával Gilby Clarke lett.
A turné alatt Slash megkapta az amerikai állampolgárságot. Az utolsó fellépése a Guns N' Rosesszal 1993. július 17-én volt, Buenos Airesben. A turné után Slash új projektet indított és sok helyen szerepelt vendég zenészként. Egyik ilyen mellékprojektje volt a Slash’s Snakepit elnevezésű zenekar, aminek a fele Guns N' Roses-tagokból állt. Első albumuk az It's Five O'Clock Somewhere 1995. február 14-én jelent meg.
Miután rendezték viszonyukat Axl Rose énekessel, 2016-ban, hosszas várakozás után visszatért a Guns N' Rosesba. A siker azóta is folyamatos. A Not in this lifetime tour, vagyis a Guns N' Roses reunion turné minden idők egyik legsikeresebb rockzenei turnéja lett, meky csaknem 3 éven át tartott. Folyamatosan teltház előtt játszanak a mai napig, a legnagyobb stadionokban, ahogy régen.

## Mellékprojektek
Miután Slash kilépett a Guns N' Rosesból, a Slash's Snakepitre koncentrált, amely fellépett néhány helyen 1998-ban. A következő évtizedben vendégzenészként játszott olyan előadóknál, mint Alice Cooper, Sammy Hagar, Insane Clown Posse, Ronnie Wood, Bad Company, Cheap Trick, Ray Charles és Stevie Wonder.
1990-ben csatlakozott Michael Jacksonhoz, hogy játsszon a Dangerous című következő albumán. Slash a "Give In to Me" című számon gitározott; később szerepelt a szám videóklipjében is. Slash részt vett Jackson 'Dangerous World Tour'-ján, és eljátszotta a "Black or White"-ot. Slash és Jackson együtt léptek fel az MTV Video Music Awards-on 1992-ben, majd 1995-ben. Slash játszott a "D.S." című számon, Michael Jackson HIStory című válogatásalbumán.
A 2001-es Invincible album egyik dalán, a Privacyn is gitározott. Érdekes, hogy a D.S. és a Privacy dalokban Michael előre bejelentette őt, mielőtt belekezdett a szólóba.
1995-ben Quentin Tarantino felkérte Slasht, hogy írjon egy dalt az új filmje számára, a Jackie Brownra. 1996-ban segített Marta Sáncheznek az "Obsession-Confession" nevű flamenco-ihletésű szám felvételében, ami később a Vérfagyasztó nevű filmszatíra betétdala lett. A dal elismert szám lett a Smooth Jazz nevű rádióadónál. Még ebben az évben fellépett Alice Cooperrel, Sammy Hagar klubjában a 'Cabo Wabo'-ban Cabo San Lucasban, Mexikóban. Az előadás később megjelent koncertalbumként, A Fistful of Alice címen.
2000-ben újra egyesítette a Slash Snakepitet és kiadták második albumukat, az Ain't Life Grandot. Az album jó eredményeket ért el a listákon és platina státuszt ért el. Még ez év nyarán elindult turnézni az AC/DC-vel.
2003-ban fellépett egy gyűlésen, ami az iraki háború ellen tiltakozik; Slash előadta John Lennon számát, az "Imagine"-t, Ed Kowalczyk énekkíséretében.
2002-ben együtt lépett fel Duff McKagannel és Matt Sorummal Randy Castillo tiszteletére rendezett emlékkoncerten. A közös fellépés eszükbe juttatta a Guns N' Rosesnál eltöltött éveket, ezért elhatározták, hogy egy új zenekart alapítanak. A zenekar még Keith Nelsont és Josh Toddot is felvette a Buckcherryből. Néhány demószalag elkészítése után Slash azzal a kijelentésével hívta fel Mattet és Duffot hogy kiszáll a zenekarból. Miután Matt és Duff meghallgatták a felvételeket ugyanezen a véleményen voltak. Josh távozását követően Keith maradni akart de nem színesítette a számokat, ezért tőle is búcsút vettek. Bevették a zenekarba Dave Kushnert majd a Stone Temple Pilots feloszlása után Scott Weiland is csatlakozott hozzájuk. Megszületett a Velvet Revolver melynek első lemeze 2004-ben Contraband címen, második lemeze pedig 2007-ben Libertad címen jelent meg.
2006-ban Slash vendégszerepelt a Derek Sherinian szólóalbumán, a Blood of the Snake-en, azon belül pedig egy feldolgozáson, egy 1970-es Mungo Jerry-dalon a "In the Summertime"-on; énekesként Billy Idol szerepel a dalon.
2006-ban Slash vendégszerepelt a VH1 Rock Honors gáláján, ahol egy "supergroup"-ot alakítottak és előadták a God of Thundert.
"Supergroup": Slash, Tommy Lee, Rob Zombie, Scott Ian, Gilbey Clarke, és a Kiss egykori gitárosa Ace Frehley.

## Szólókarrier
Slash 2010-ben jelentette meg saját magáról elnevezett szólólemezét – mely a hosszú útkereső évek után végre révbe érésnek is tekinthető. Az album sokszínűsége, a dalok kiemelkedő és magas színvonalú megvalósítása valamint a zenész máig elismert szakmai alázata olyan erővel ütnek át a hangfalakon, hogy kétség nélkül vált az év egyik emlékezetes rockzenei momentumává. Ezen a lemezen több olyan híres zenésszel dolgozik együtt, mint Ozzy Osbourne, Lemmy Kilmister vagy Fergie, így minden egyes számának egy-egy külön, egyedülálló stílust adva, amely ritka a mai megfogyatkozó rockzene körében.
2012 májusában kiadta második szólólemezét, az Apocalyptic Love-ot.
Ezen az albumon már nem váltakoznak a zenészek, minden számban egy zenekarral, a Myles Kennedy and the Conspiratorsszal vették fel az egész lemezt. 2013. február 7-én a Budapest Sportarénában is adtak koncertet.
A harmadik szólólemeze 2014. szeptember 16-án jelent meg World on Fire címmel, amely 17 új dalt tartalmaz. 2015-ben ismét láthatta élőben Slasht a magyar közönség, július 1-jén a VOLT Fesztiválon lépett fel csapatával. Bejelentette, hogy ez a "buli" olyan jól sikerült, hogy még ebben az évben visszatér csapatával, és zenél a magyar közönségnek.
Így ezt követően 2015. november 18-án a budapesti Papp László Budapest Sportaréna közönségét örvendeztette meg egy egész estés koncerttel, mely egészen az Appetite for Destruction Guns N' Roses nagylemeztől az abban az évben kiadott World on Fire nagylemez számaiig terjedt, így nyújtva egy igen átfogó és változatos zenei koncertet.
2018. szeptember 21-én megjelent a Slash ft. Myles Kennedy and the Conspirators új lemeze, "Living the Dream" címen, melyen hallhatjuk a már összeforrott zenekart , a maguk sajátosan slashes, nyers, gyors és igen ütős stílusában, itt-ott finomabb, lassabb dalokkal fűszerezve.
2019 júniusában ismét hallhatta a magyar közönség a VOLT fesztiválon.
2022. február 11-én megjelent az negyedik stúdióalbuma a Slash ft. Myles Kennedy and the Conspiratossal. A lemez szimplán a "4" címet kapta.